# Clistopyga arctica
Clistopyga arctica är en stekelart som beskrevs av Kusigemati 1985. Clistopyga arctica ingår i släktet Clistopyga och familjen brokparasitsteklar. Inga underarter finns listade i Catalogue of Life.